# Listă de filme britanice din 1980
Aceasta este o listă de filme britanice din 1980:

## Lista
| Titlu                              | Regizor                     | Distribuție                                              | Gen              | Note                                                     |
| ---------------------------------- | --------------------------- | -------------------------------------------------------- | ---------------- | -------------------------------------------------------- |
| The Awakening                      | Mike Newell                 | Charlton Heston, Susannah York, Jill Townsend            | Horror           | Co-producție cu SUA                                      |
| Babylon                            | Franco Rosso                | Brinsley Forde, Karl Howman, Trevor Laird                | Crime/drama      | [ 4 ] [ 5 ]                                              |
| Bad Timing                         | Nicolas Roeg                | Art Garfunkel, Theresa Russell, Harvey Keitel            | Mystery          | [ 6 ] [ 7 ]                                              |
| Brothers and Sisters               | Richard Woolley             | Sam Dale, Carolyn Pickles, Jennifer Armitage             | Crime            | [ 8 ] [ 9 ]                                              |
| The Dogs of War                    | John Irvin                  | Christopher Walken, Tom Berenger                         | Action           |                                                          |
| The Elephant Man                   | David Lynch                 | Anthony Hopkins, John Hurt, Anne Bancroft                | Historical drama |                                                          |
| The Falls                          | Peter Greenaway             | Peter Westley, Aad Wirtz, Michael Murray                 | Mockumentary     |                                                          |
| The Fiendish Plot of Dr. Fu Manchu | Piers Haggard               | Peter Sellers, Helen Mirren                              | Comedy           |                                                          |
| Flash Gordon                       | Mike Hodges                 | Sam J. Jones, Melody Anderson                            | Sci-fi/fantasy   | Soundtrack and additional music by Queen                 |
| The Gamekeeper                     | Ken Loach                   |                                                          |                  | Entered into the 1980 Cannes Film Festival               |
| George and Mildred                 | Peter Frazer-Jones          | Yootha Joyce, Brian Murphy                               | Comedy           |                                                          |
| The Great Rock 'n' Roll Swindle    | Julien Temple               | Malcolm McLaren, Steve Jones, Sid Vicious                | Mockumentary     |                                                          |
| Hawk the Slayer                    | Terry Marcel                | Jack Palance, John Terry                                 | Adventure        |                                                          |
| Hussy                              | Matthew Chapman             | Helen Mirren, John Shea                                  | Drama            |                                                          |
| The Long Good Friday               | John Mackenzie              | Bob Hoskins, Helen Mirren                                | Crime drama      |                                                          |
| McVicar                            | Tom Clegg                   | Roger Daltrey, Adam Faith, Cheryl Campbell               | Crime biopic     |                                                          |
| The Mirror Crack'd                 | Guy Hamilton                | Angela Lansbury, Edward Fox, Kim Novak, Elizabeth Taylor | Mystery          |                                                          |
| The Monster Club                   | Roy Ward Baker              | Vincent Price, John Carradine                            | Horror           |                                                          |
| Never Never Land                   | Paul Annett                 | Petula Clark, Cathleen Nesbitt                           | Drama            |                                                          |
| North Sea Hijack                   | Andrew V. McLaglen          | Roger Moore, James Mason                                 | Adventure        | aka ffolkes                                              |
| Rhubarb Rhubarb                    | Eric Sykes                  | Eric Sykes, Jimmy Edwards, Bob Todd                      | Comedy           | Short Film                                               |
| Richard's Things                   | Anthony Harvey              | Liv Ullmann, Amanda Redman, Peter Burton                 | Drama            |                                                          |
| Rising Damp                        | Joseph McGrath              | Leonard Rossiter, Frances de la Tour                     | Comedy           |                                                          |
| Rockshow                           | Paul McCartney (uncredited) | Wings                                                    | Documentary      |                                                          |
| Rude Boy                           | Jack Hazan, David Mingay    |                                                          |                  | Entered into the 30th Berlin International Film Festival |
| The Sea Wolves                     | Andrew V. McLaglen          | Gregory Peck, Roger Moore, David Niven                   | World War II     |                                                          |
| The Shillingbury Blowers           | Val Guest                   | Robin Nedwell, Diane Keen, Trevor Howard                 | Drama            |                                                          |
| The Shining                        | Stanley Kubrick             | Jack Nicholson, Shelley Duvall, Danny Lloyd              | Horror           |                                                          |
| Silver Dream Racer                 | David Wickes                | David Essex, Beau Bridges                                | Sports           |                                                          |
| Sir Henry at Rawlinson End         | Steve Roberts               | Trevor Howard, Patrick Magee                             | Comedy           |                                                          |
| Superman II                        | Richard Lester              | Gene Hackman, Christopher Reeve                          | Adventure        | Co-production with the US                                |
| Sweet William                      | Claude Whatham              | Sam Waterston, Jenny Agutter                             | Drama            |                                                          |
| That Sinking Feeling               | Bill Forsyth                | John Gordon Sinclair                                     | Comedy           |                                                          |
| There Goes the Bride               | Terry Marcel                | Phil Silvers, Graham Stark, Sylvia Syms                  | Comedy           |                                                          |
| The Watcher in the Woods           | John Hough                  | Bette Davis, Lynn-Holly Johnson, Kyle Richards           | Thriller         |                                                          |
| The Wildcats of St Trinian's       | Frank Launder               | Sheila Hancock, Michael Hordern                          | Comedy           |                                                          |